# Timo Ellis
Timo Ellis es un multi-instrumentista y productor de Nueva York, actualmente con bandas como The Netherlands con Joan as Police Woman. También dirige una compañía de música comercial llamado "70% Water Music", así como su sello personal "Records and Tapes Records".
Ellis asistió a The Evergreen State College en Washington. En la escuela empezó a trabajar en la música, con bandas locales como "Nubbin", "Lemonade", "Hotess", "Freebird" y "Dig yer graves". Regresó a Nuevo York en 1994, donde se unió con Sam Koppelman y Sean Lennon para grabar con IMA. IMA fue respaldado por la madre de Lennon, Yōko Ono, por su álbum "Rising".
En 1997, Timo y Sean Lennon se unieron a Cibo Matto (ambos tocando el bajo, guitarra y batería). Como cuarteto (Yuka Honda, Miho Hatori, Timo Ellis y Sean Lennon) Cibo Matto publicó un EP, "Super Relax" (1997) y su último álbum "Stereo Type A" (1999). Continuó con la gira de Cibo Matto hasta que se disolvió en 2001. Posteriormente ese mismo año, Timo lanza su primer EP solista, "The Enchanted Forest of Timo Ellis". Timo ha autopublicado varios EP y LP que están disponibles en iTunes (poniéndose en contacto con Timo.) Su música puede ser vista de antemano en su página de MySpace y Web Oficial
Timo sigue colaborando con una amplia gama de artistas locales y otros más conocidos.

## Discografía como solista

### Álbumes
- T.O.A.S.T Redux
- High Score
- The White Bronco
- Epic Mini

### EP
- The Enchanted Forest of Timo Ellis
- Master of Pop Hits
- Uppalappu
- Civilian Pursuits

### Otros
- U. McDammon The Fastest Finger in the World
- The Marcy Mnemonics Kookoo Banana, Van Halen Two
- Gazillion Fear of Sucking
- Bird of Doom Way Down Upon The Swan
- Shania Divorce Shocker Doublemint Gonzo
- The Off Scene
- Biker Period (with Kirsten McCord)
- Blood Of The Runt (with Christine Cherbonnier)

## Con the Netherlands
- The Netherlands
- Atro-City Sleepers
- Gato Au Chocolat

## Colaboraciones más notables
- Yōko Ono
- Cibo Matto (Yuka Honda and Miho Hatori)
- Joan As Police Woman
- Sean Lennon
- Maki Nomiya de Pizzicato Five
- Butter 08
- Money Mark
- Cobra de John Zorn
- Melvins
- Jamiroquai
- Andrew Weiss/Ween
- Gibby Haynes
- Mark Ronson
- Fun Lovin' Criminals
- Jordan Galland
- Domino Kirke
- Morningwood
- Violet
- If By Yes
- Menlo Park
- Halle
- Andrew Weiss/ Ween
- Dopo Yume
- Biker Period
- Fay Wray
- Ezra Reich
- Tara Angell
- David Pilgrim
- Lauren Hoffman
- The Peachwaves
- Aiha Higurashi
- Bonnie Pink
- Duma Love
- Murray Weinstock
- Dave Douglas
- Aya
- Brandt Abner
- St. Christopher and the Sleeping Doormen
- Blue Spark (Seattle)
- Gluttonius
- Sky White Tiger
- Brooke Bryant
- Evan Dando
- Blood of The Runt (w. Christine Cherbonnier)